# エリーザベト・フォン・プロイセン (1815-1885)

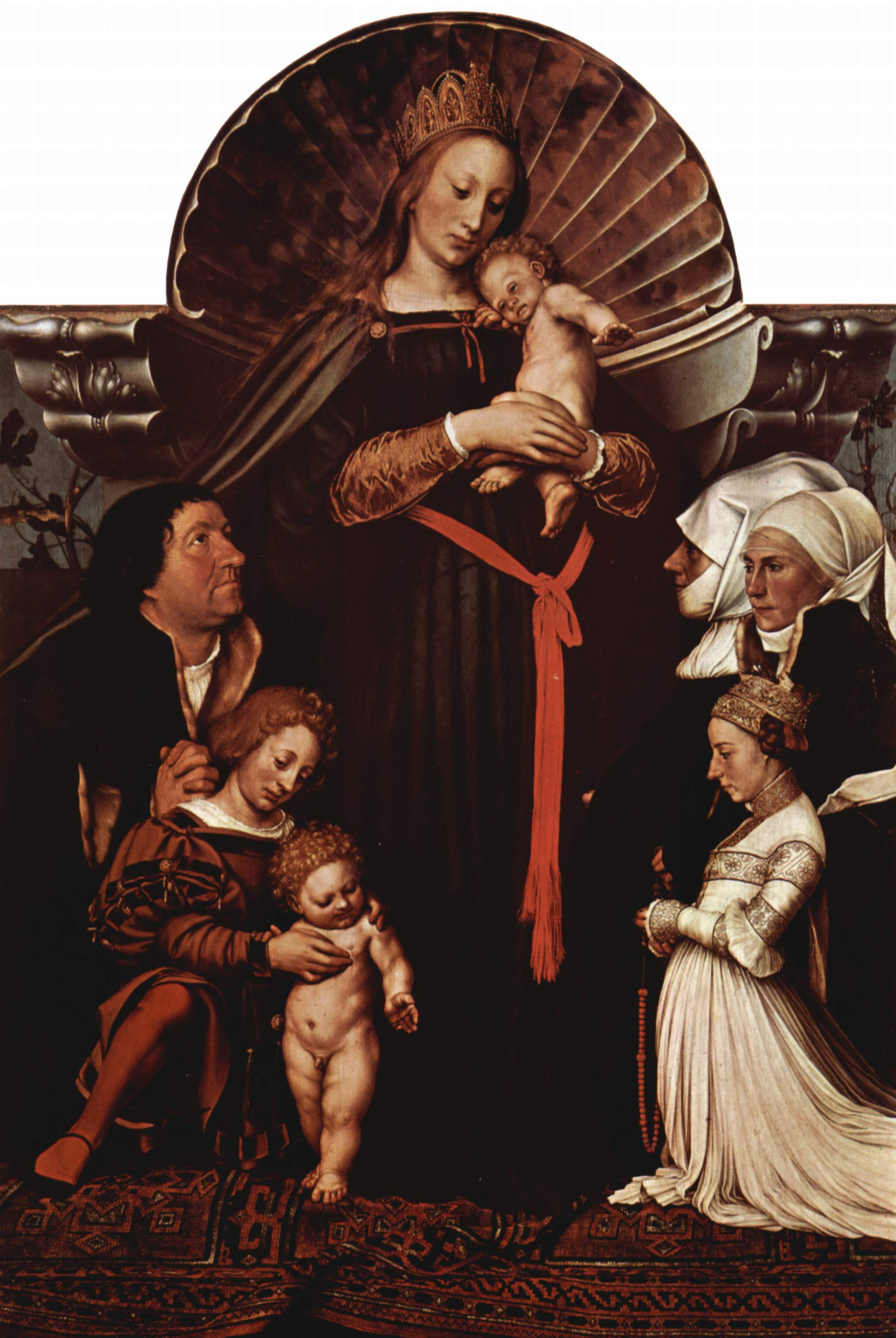
『ダルムシュタットの聖母』

マリー・エリーザベト・カロリーネ・ヴィクトリア・フォン・プロイセン（Marie Elisabeth Karoline Viktoria von Preußen, 1815年6月18日 - 1885年3月21日）は、ドイツ・プロイセンの王族、プロイセン王女（Prinzessin von Preußen）。ヘッセン大公子カールと結婚した。

## 生涯
プロイセン王フリードリヒ・ヴィルヘルム2世の四男ヴィルヘルムと、その妻でヘッセン＝ホンブルク方伯フリードリヒ5世の娘であるマリアンネの間の三女として、ベルリン王宮で生まれた。リーゼンゲビルゲ山地（現在のクルコノシェ山地）の麓にあるシュミーデベルク（現在のポーランド領ドルヌィ・シロンスク県コヴァルィ）郊外のフィッシュバッハ城（Schloss Fischbach）で育った。
1836年10月22日にベルリンにおいて、ヘッセン大公ルートヴィヒ2世の次男カールと結婚した。エリーザベトは福祉・慈善事業に強い関心を寄せ、1858年にはヘッセン大公国の首都ダルムシュタットに女性奉仕団体のエリーザベト救貧院（Elisabethenstift）を創設し、救貧院に1万グルデンを寄付した。救貧院に対する責任感のみならず、エリーザベトは私生活でも慈悲と敬虔を重んじて暮らし、宮廷に説教師を呼び寄せたり、宮廷において福祉事業推進のための運動をしたりした。
エリーザベトは父から贈られたハンス・ホルバイン（子）制作の絵画『ダルムシュタットの聖母』をダルムシュタットに持ち込んだが、この絵画作品は1871年にホルバイン論争を引き起こした。1878年に義理の娘のアリスがジフテリアで急逝した後、エリーザベトは寡夫となった息子の大公ルートヴィヒ4世を傍で支え、また幼くして母を失った孫たちの母親代わりになろうと努めた。

## 子女
- フリードリヒ・ヴィルヘルム・ルートヴィヒ・カール（1837年 - 1892年） - ヘッセン大公
- ハインリヒ・ルートヴィヒ・ヴィルヘルム・アーダルベルト・ヴァルデマール・アレクサンダー（1838年 - 1900年）
- マリア・アンナ・ヴィルヘルミーネ・エリーザベト・マティルデ（1843年 - 1865年） - 1864年、メクレンブルク＝シュヴェリーン大公フリードリヒ・フランツ2世と結婚
- ヴィルヘルム・ルートヴィヒ・フリードリヒ・ゲオルク・エミール・フィリップ（1845年 - 1900年）